# 20e étape du Tour de France 1999
Pour un article plus général, voir Tour de France 1999.
La 20e étape du Tour de France 1999 s'est déroulée le dimanche 25 juillet 1999. Elle part d'Arpajon et arrive à Paris sur les Champs-Élysées.

## Classement de l'étape
| \| Classement de l'étape \| Classement de l'étape \| Classement de l'étape \| Classement de l'étape \| Classement de l'étape \| \| Coureur \| Coureur \| Pays \| Équipe \| Temps \| \| --------------------- \| --------------------- \| --------------------- \| ------------------------------ \| --------------------- \| \| 1er \| Robbie McEwen \| Australie \| Rabobank \| 3 h 37 min 39 s \| \| 2e \| Erik Zabel \| Allemagne \| Deutsche Telekom \| + 0 s \| \| 3e \| Silvio Martinello \| Italie \| Polti \| + 0 s \| \| 4e \| Stuart O'Grady \| Australie \| Crédit Agricole \| + 0 s \| \| 5e \| Carlos Da Cruz \| France \| BigMat-Auber 93 \| + 0 s \| \| 6e \| Lars Michaelsen \| Danemark \| La Française des jeux \| + 0 s \| \| 7e \| Salvatore Commesso \| Italie \| Saeco-Cannondale \| + 0 s \| \| 8e \| Tom Steels \| Belgique \| Mapei-Quick Step \| + 0 s \| \| 9e \| Steffen Wesemann \| Allemagne \| Deutsche Telekom \| + 0 s \| \| 10e \| Gianpaolo Mondini \| Italie \| Cantina Tollo-Alexia Alluminio \| + 0 s \| |                    |           |                                |                 |
| |                    |           |                                |                 |
| |                    |           |                                |                 |
| Classement de l'étape |                    |           |                                |                 |
| Coureur | Coureur            | Pays      | Équipe                         | Temps           |
| 1er | Robbie McEwen      | Australie | Rabobank                       | 3 h 37 min 39 s |
| 2e | Erik Zabel         | Allemagne | Deutsche Telekom               | + 0 s           |
| 3e | Silvio Martinello  | Italie    | Polti                          | + 0 s           |
| 4e | Stuart O'Grady     | Australie | Crédit Agricole                | + 0 s           |
| 5e | Carlos Da Cruz     | France    | BigMat-Auber 93                | + 0 s           |
| 6e | Lars Michaelsen    | Danemark  | La Française des jeux          | + 0 s           |
| 7e | Salvatore Commesso | Italie    | Saeco-Cannondale               | + 0 s           |
| 8e | Tom Steels         | Belgique  | Mapei-Quick Step               | + 0 s           |
| 9e | Steffen Wesemann   | Allemagne | Deutsche Telekom               | + 0 s           |
| 10e | Gianpaolo Mondini  | Italie    | Cantina Tollo-Alexia Alluminio | + 0 s           |

## Classement général
Après cette dernière étape disputée qu sprint, l'Américain Lance Armstrong (US Postal Service) conserve son maillot jaune et remporte cette édition du Tour de France. Il devance toujours le Suisse Alex Zülle (Banesto) et l'Espagnol Fernando Escartin (Kelme-Costa Blanca).
| \| Classement général \| Classement général \| Classement général \| Classement général \| Classement général \| \| Coureur \| Coureur \| Pays \| Équipe \| Temps \| \| ------------------ \| ------------------ \| ------------------ \| -------------------------------- \| ------------------ \| \| 1er \| Lance Armstrong \| États-Unis \| US Postal Service \| DQ \| \| 2e \| Alex Zülle \| Suisse \| Banesto \| + 7 min 37 s \| \| 3e \| Fernando Escartín \| Espagne \| Kelme-Costa Blanca \| + 10 min 26 s \| \| 4e \| Laurent Dufaux \| Suisse \| Saeco-Cannondale \| + 14 min 43 s \| \| 5e \| Ángel Casero \| Espagne \| Vitalicio Seguros-Grupo Generali \| + 15 min 11 s \| \| 6e \| Abraham Olano \| Espagne \| ONCE-Deutsche Bank \| + 16 min 47 s \| \| 7e \| Daniele Nardello \| Italie \| Mapei-Quick Step \| + 17 min 02 s \| \| 8e \| Richard Virenque \| France \| Polti \| + 17 min 28 s \| \| 9e \| Wladimir Belli \| Italie \| Festina-Lotus \| + 17 min 37 s \| \| 10e \| Andrea Peron \| Italie \| ONCE-Deutsche Bank \| + 23 min 10 s \| |                   |            |                                  |               |
| |                   |            |                                  |               |
| |                   |            |                                  |               |
| Classement général |                   |            |                                  |               |
| Coureur | Coureur           | Pays       | Équipe                           | Temps         |
| 1er | Lance Armstrong   | États-Unis | US Postal Service                | DQ            |
| 2e | Alex Zülle        | Suisse     | Banesto                          | + 7 min 37 s  |
| 3e | Fernando Escartín | Espagne    | Kelme-Costa Blanca               | + 10 min 26 s |
| 4e | Laurent Dufaux    | Suisse     | Saeco-Cannondale                 | + 14 min 43 s |
| 5e | Ángel Casero      | Espagne    | Vitalicio Seguros-Grupo Generali | + 15 min 11 s |
| 6e | Abraham Olano     | Espagne    | ONCE-Deutsche Bank               | + 16 min 47 s |
| 7e | Daniele Nardello  | Italie     | Mapei-Quick Step                 | + 17 min 02 s |
| 8e | Richard Virenque  | France     | Polti                            | + 17 min 28 s |
| 9e | Wladimir Belli    | Italie     | Festina-Lotus                    | + 17 min 37 s |
| 10e | Andrea Peron      | Italie     | ONCE-Deutsche Bank               | + 23 min 10 s |

## Classements annexes
| Classement par points | Classement par points | Classement par points | Classement par points | Classement par points |
| Coureur               | Coureur               | Pays                  | Équipe                | Points                |
| --------------------- | --------------------- | --------------------- | --------------------- | --------------------- |
| 1er                   | Erik Zabel            | Allemagne             | Deutsche Telekom      | 323 pts               |
| 2e                    | Stuart O'Grady        | Australie             | Crédit Agricole       | 275 pts               |
| 3e                    | Christophe Capelle    | France                | BigMat-Auber 93       | 196 pts               |
| 4e                    | Tom Steels            | Belgique              | Mapei-Quick Step      | 188 pts               |
| 5e                    | François Simon        | France                | Crédit Agricole       | 186 pts               |

| Classement par points | Classement par points | Classement par points | Classement par points | Classement par points |
| Coureur               | Coureur               | Pays                  | Équipe                | Points                |
| --------------------- | --------------------- | --------------------- | --------------------- | --------------------- |
| 1er                   | Erik Zabel            | Allemagne             | Deutsche Telekom      | 323 pts               |
| 2e                    | Stuart O'Grady        | Australie             | Crédit Agricole       | 275 pts               |
| 3e                    | Christophe Capelle    | France                | BigMat-Auber 93       | 196 pts               |
| 4e                    | Tom Steels            | Belgique              | Mapei-Quick Step      | 188 pts               |
| 5e                    | François Simon        | France                | Crédit Agricole       | 186 pts               |

| Classement de la montagne | Classement de la montagne | Classement de la montagne | Classement de la montagne | Classement de la montagne |
| Coureur                   | Coureur                   | Pays                      | Équipe                    | Points                    |
| ------------------------- | ------------------------- | ------------------------- | ------------------------- | ------------------------- |
| 1er                       | Richard Virenque          | France                    | Polti                     | 279 pts                   |
| 2e                        | Alberto Elli              | Italie                    | Deutsche Telekom          | 226 pts                   |
| 3e                        | Mariano Piccoli           | Italie                    | Lampre-Daikin             | 205 pts                   |
| 4e                        | Fernando Escartín         | Espagne                   | Kelme-Costa Blanca        | 194 pts                   |
| 5e                        | Lance Armstrong           | États-Unis                | US Postal Service         | DQ                        |

| Classement de la montagne | Classement de la montagne | Classement de la montagne | Classement de la montagne | Classement de la montagne |
| Coureur                   | Coureur                   | Pays                      | Équipe                    | Points                    |
| ------------------------- | ------------------------- | ------------------------- | ------------------------- | ------------------------- |
| 1er                       | Richard Virenque          | France                    | Polti                     | 279 pts                   |
| 2e                        | Alberto Elli              | Italie                    | Deutsche Telekom          | 226 pts                   |
| 3e                        | Mariano Piccoli           | Italie                    | Lampre-Daikin             | 205 pts                   |
| 4e                        | Fernando Escartín         | Espagne                   | Kelme-Costa Blanca        | 194 pts                   |
| 5e                        | Lance Armstrong           | États-Unis                | US Postal Service         | DQ                        |

| Classement du meilleur jeune | Classement du meilleur jeune | Classement du meilleur jeune | Classement du meilleur jeune     | Classement du meilleur jeune |
| Coureur                      | Coureur                      | Pays                         | Équipe                           | Temps                        |
| ---------------------------- | ---------------------------- | ---------------------------- | -------------------------------- | ---------------------------- |
| 1er                          | Benoît Salmon                | France                       | Casino                           | 92 h 01 min 15 s             |
| 2e                           | Mario Aerts                  | Belgique                     | Lotto-Mobistar                   | + 10 min 22 s                |
| 3e                           | Francisco Tomás García       | Espagne                      | Vitalicio Seguros-Grupo Generali | + 16 min 36 s                |
| 4e                           | Francisco Mancebo            | Espagne                      | Banesto                          | + 21 min 32 s                |
| 5e                           | Luis Pérez Rodríguez         | Espagne                      | ONCE-Deutsche Bank               | + 23 min 54 s                |

| Classement du meilleur jeune | Classement du meilleur jeune | Classement du meilleur jeune | Classement du meilleur jeune     | Classement du meilleur jeune |
| Coureur                      | Coureur                      | Pays                         | Équipe                           | Temps                        |
| ---------------------------- | ---------------------------- | ---------------------------- | -------------------------------- | ---------------------------- |
| 1er                          | Benoît Salmon                | France                       | Casino                           | 92 h 01 min 15 s             |
| 2e                           | Mario Aerts                  | Belgique                     | Lotto-Mobistar                   | + 10 min 22 s                |
| 3e                           | Francisco Tomás García       | Espagne                      | Vitalicio Seguros-Grupo Generali | + 16 min 36 s                |
| 4e                           | Francisco Mancebo            | Espagne                      | Banesto                          | + 21 min 32 s                |
| 5e                           | Luis Pérez Rodríguez         | Espagne                      | ONCE-Deutsche Bank               | + 23 min 54 s                |

| Classement par équipes | Classement par équipes | Classement par équipes | Classement par équipes |
| Équipe                 | Équipe                 | Pays                   | Temps                  |
| ---------------------- | ---------------------- | ---------------------- | ---------------------- |
| 1re                    | Banesto                | Espagne                | 275 h 05 min 21 s      |
| 2e                     | ONCE-Deutsche Bank     | Espagne                | + 8 min 16 s           |
| 3e                     | Festina-Lotus          | France                 | + 16 min 13 s          |
| 4e                     | Kelme-Costa Blanca     | Espagne                | + 23 min 48 s          |
| 5e                     | Mapei-Quick Step       | Belgique               | + 24 min 13 s          |

| Classement par équipes | Classement par équipes | Classement par équipes | Classement par équipes |
| Équipe                 | Équipe                 | Pays                   | Temps                  |
| ---------------------- | ---------------------- | ---------------------- | ---------------------- |
| 1re                    | Banesto                | Espagne                | 275 h 05 min 21 s      |
| 2e                     | ONCE-Deutsche Bank     | Espagne                | + 8 min 16 s           |
| 3e                     | Festina-Lotus          | France                 | + 16 min 13 s          |
| 4e                     | Kelme-Costa Blanca     | Espagne                | + 23 min 48 s          |
| 5e                     | Mapei-Quick Step       | Belgique               | + 24 min 13 s          |